# 28426 Sangani
28426 Sangani è un asteroide della fascia principale. Scoperto nel 1999, presenta un'orbita caratterizzata da un semiasse maggiore pari a 2,6981137 UA e da un'eccentricità di 0,0161865, inclinata di 3,48426° rispetto all'eclittica.